# Alegrete (Portalegre)
Alegrete ist eine Gemeinde (Freguesia) im portugiesischen Kreis (Concelho) von Portalegre. In ihr leben 1414 Einwohner (Stand 19. April 2021).

## Geschichte
Funde belegen eine Besiedlung seit der Altsteinzeit und insbesondere seit der Jungsteinzeit. Über den Ort während der römischen Herrschaft und den folgenden germanischen Stämmen Vandalen, Sueben und/oder Westgoten in der Region ist nicht viel bekannt, da schriftliche Aufzeichnungen fehlen und keine umfangreichen Funde vorliegen. Vermutungen gehen von einer Zerstörung des Ortes durch die Vandalen aus, mit seiner Neubesiedlung durch die Alanen Mitte des 5. Jahrhunderts.
Im Verlauf ihrer Landnahme auf der Iberischen Halbinsel ab 711 eroberten die Mauren im frühen 8. Jahrhundert auch Alegrete. Im Zuge der Reconquista wurden diese vertrieben, als 1160 Portugals erster König D.Afonso Henriques Alegrete eroberte. Endgültig portugiesisch wurde Alegrete mit dem Vertrag von Badajoz im Jahr 1267. Nach ersten Wiederaufbaumaßnahmen durch König D.Afonso III. errichtete dessen Sohn König D.Dinis hier 1319 eine Burg und gab Alegrete erste Stadtrechte. In der Revolution 1383 stand Alegrete auf Seiten der Unabhängigkeit Portugals, so dass es einige Zerstörungen durch die kastilischen Truppen erlitt.
König Manuel I. erneuerte die Stadtrechte 1516. Im Verlauf des Restaurationskrieges (1640–1668) war Alegrete Schauplatz von Kriegshandlungen und erlitt insbesondere 1664 einige Zerstörungen, ohne jedoch erobert worden zu sein.
Der seit dem Mittelalter eigenständige Kreis Alegrete wurde im Zuge der Verwaltungsreform 1855 aufgelöst und ist seither eine Gemeinde des Kreises Portalegre.

## Kultur und Sehenswürdigkeiten
Von der mittelalterlichen, auf erste Befestigungen im 12. Jahrhundert zurückgehenden Burg und den Stadtmauern sind nicht alle, aber doch einige Teile erhalten geblieben. Zu den weiteren Baudenkmälern der Gemeinde zählen u. a. verschiedene Sakralbauten, historische öffentliche Brunnen und Gebäude und die archäologische Ausgrabungsstelle Estação arqueológica de Porto da Boga.
Zudem steht der historische Ortskern als Ganzes unter Denkmalschutz, ebenso der gesamte Landschaftsabschnitt, in dem die Gemeinde liegt. Alegrete liegt im Naturschutzgebiet der Serra de São Mamede, Wanderwege und Lehrpfade sind hier angelegt und auf Erhöhungen angelegte Aussichtspunkte (port.: Miradouros) bieten weite Ausblicke.

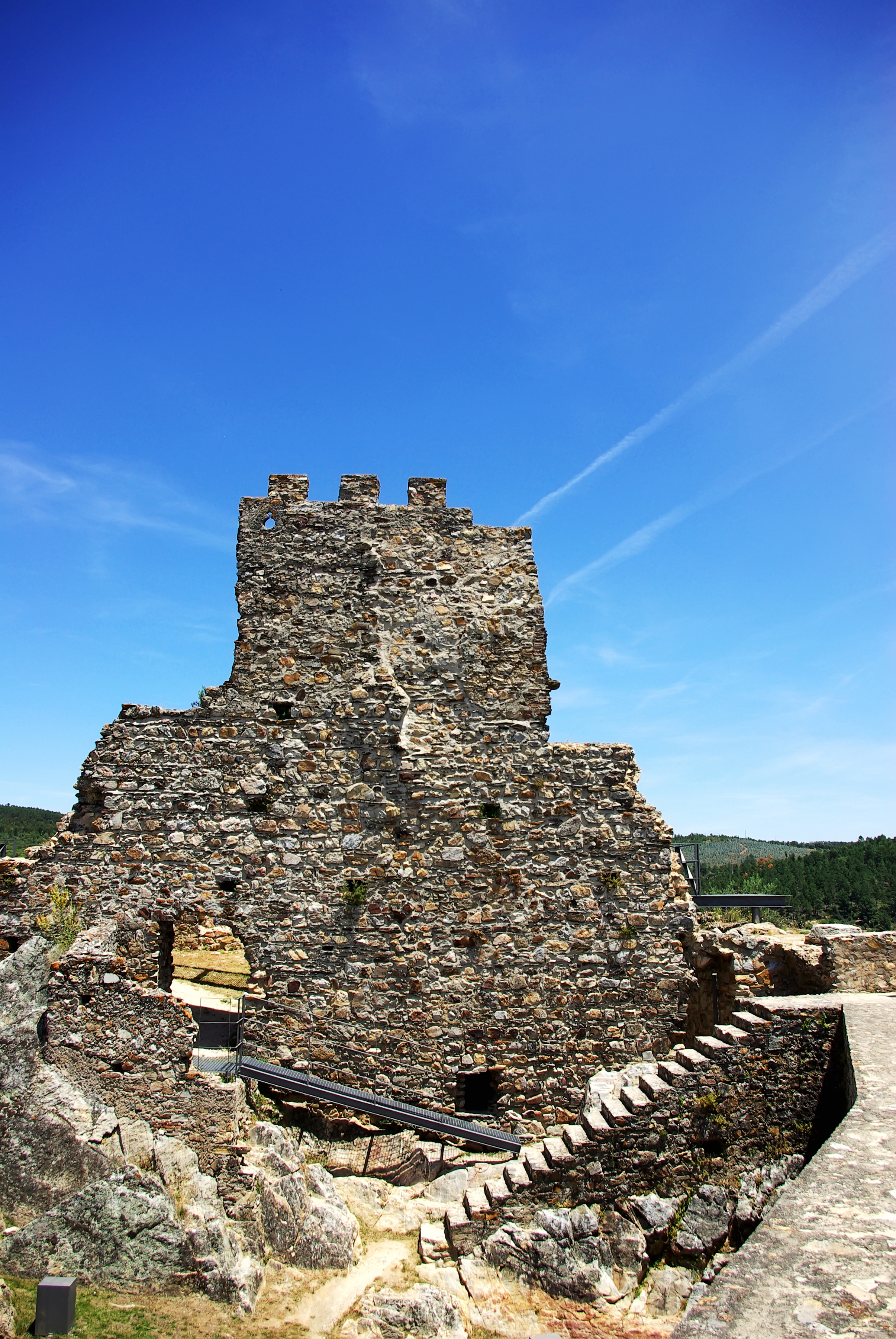
Ruinen der Burgmauer

## Verwaltung

### Gemeinde
Alegrete ist Sitz einer gleichnamigen Gemeinde (Freguesia). Sie besteht aus zwei Ortschaften:
- Alegrete
- Vale de Cavalos

### Bevölkerungsentwicklung
| Einwohnerzahl Alegrete | Einwohnerzahl Alegrete | Einwohnerzahl Alegrete |
| ---------------------- | ---------------------- | ---------------------- |
| 1821                   | 1920                   | 2011                   |
| 1118                   | 2560                   | 1746                   |

## Wirtschaft
In der Gemeinde sind eine Kaffeerösterei, ein Tierfutterproduzent und mehrere Olivenölmühlen ansässig. Auch auf Grund der hier betriebenen Forstwirtschaft sind zudem mehrere Sägewerke hier tätig, dazu ein Baustoffgroßhandel, eine Spedition und ein Maschinenhandel. Auch etwas Einzelhandel, soziale Einrichtungen und einige Lagerhäuser der Warenlogistik gehören zur lokalen Wirtschaft. Die ehedem bedeutende Landwirtschaft wird auch heute noch betrieben, jedoch überwiegend nur im Nebenerwerb.
Fremdenverkehr spielt nur eine untergeordnete Rolle. Er wird hier als Individualtourismus in Gasthäusern des Turismo rural betrieben, die in historischen, teils denkmalgeschützten Gebäuden eingerichtet sind.